# Eichleriella hoheriae
Eichleriella hoheriae är en svampart som beskrevs av McNabb 1969. Eichleriella hoheriae ingår i släktet Eichleriella och familjen Auriculariaceae.   Inga underarter finns listade i Catalogue of Life.